# Saraina rubrofasciata
Saraina rubrofasciata är en spindelart som beskrevs av Wanless, Clark 1975. Saraina rubrofasciata ingår i släktet Saraina och familjen hoppspindlar. Inga underarter finns listade i Catalogue of Life.